# Едвін ван дер Сар
Е́двін ван дер Сар (нід. Edwin van der Sarⓘ; нар. 29 жовтня 1970, у Ворхауті, Нідерланди) — колишній нідерландський футболіст. Колишній капітан національної збірної Нідерландів з футболу. Кар'єру за збірну завершив після Чемпіонату Європи 2008 року. Був головним голкіпером національної збірної протягом дванадцяти років і провів 128 матчів. Влітку 2004 року на чемпіонаті Європи допоміг «жовтогарячим» вийти до півфіналу (програли Португалії).

## Клубна кар'єра

### «Аякс»
На відміну від більшості гравців «Аякса» 1990-х, ван дер Сар не був вихованцем відомої футбольної школи клубу. Він починав у аматорському клубі «Фореголте» а потім «Ноордвейк». Едвін потрапив до Амстердама у 1989 році завдяки тренерові своєї команди Руду Брерінгу, який був близьким товаришем тогочасного наставника столичного клубу Луї ван Галя. Наступні три роки ван дер Сар виступав за дубль, або знаходився на лавці запасних. У 1992 році ван Гал замінить голкіпера «Аякса» Стенлі Менцо на ван дер Сара, оскільки перший зробив багато помилок у чвертьфінальному матчі Кубку УЄФА проти бельгійського «Гента». Кубок УЄФА 1992 року стане першим серйозним трофеєм, який виграв Едвін. Через три роки «Аякс» виграє Лігу Чемпіонів (перемога над «Міланом» 1:0), Суперкубок УЄФА (над сарагоським «Реалом») та Міжконтинентальний кубок (над бразильським «Греміо»)і саме у 1995 році до вже двадцятип'ятирічного голкіпера прийде світове визнання. Наступного 1996 року «Аякс» знову потрапить у фінал Ліги Чемпіонів, але програє «Ювентусу» по пенальті. У цей час «Аякс» вже три рази вигравав Ередивізі (1993—1996 рр.).
Проте, після стрімкого повернення «Аякса» у світовий футбол, на нідерландців чекало таке ж стрімке падіння. Після того, як пішов Луї ван Галь, клуб залишило багато ключових гравців. Але Едвін залишився і провів у клубі ще 4 сезони, і за цей час ще раз виграв чемпіонат Нідерландів (1998 рік) і два кубки (1996 та 1999 роки). У 1999 році після кінцевого розпаду зіркового «Аякса», ван дер Сар переїхав до Турину і почав виступи за «Ювентус».
Загалом, ван дер Сар провів за «Аякс» 226 поєдинків і забив пенальті у ворота «Граафсхапу», довівши рахунок до розгромного 8:1.

### «Ювентус»
Коли ван дер Сар завершив виступи за «Аякс», то багато елітних клубів звернули на нього увагу. Серед головних претендентів були «Манчестер Юнайтед», які шукали заміну Петеру Шмейхелю, та італійський «Ювентус». Едвін обрав туринський клуб. Як сказав він сам:
|  | Я вирішив поїхати до Італії, оскільки мені подобається вивчати різні культури, а між Англією та Нідерландами особливої різниці немає. Але це не означає, що мені не подобається Прем'єр-Ліга. Можливо, я ще встигну пограти в Англії... Найважливішим для мене було опинитися у великому клубі. «Ювентус», без сумнівів, один з найсильніших клубів Європи. |

Хоча у 34 матчах «Стара Сеньйора» пропустила лише 20 м'ячів, але виграти Скудетто так і не змогла. Окрім добрих здібностей голкіпера, ван дер Сар володів чудовим довгим пасом, яким починав контратаки свого клубу:
|  | Спочатку від мене вимагали вибивати м'яч подалі від воріт при будь-якій критичній ситуації. Але тепер вони (тренери прим. автора) знають, що я можу почати гостру атаку, і тепер використовують цю мою здібність. |

Саме за такий талант Едвіна Йоган Кройф колись назвав його «найатакувальнішим гравцем „Аякса“».
Головними проблемами для Едвіна залишалися погана гра на виходах а також відбиття пенальті. Окрім цього, ван дер Сар погано знав манеру гри італійських форвардів. Іноді, гра Едвіна була просто жахливою. Саме через його помилки «Юве» програє чемпіонат Італії 2000—2001 рр. столичній «Ромі». У 2001 році керівництво клубу придбало Джанлуїджі Буффона у «Парми», який пізніше витіснив ван дер Сара. Тоді голкіпер звертає свої погляди на Туманний Альбіон, і переходить до «Фулхема».
Загалом він провів 66 матчів у Серії А. До цього дня ван дер Сар залишається єдиним голкіпером не італійцем «Ювентуса», який займав місце у воротах клубу..

### «Фулхем»

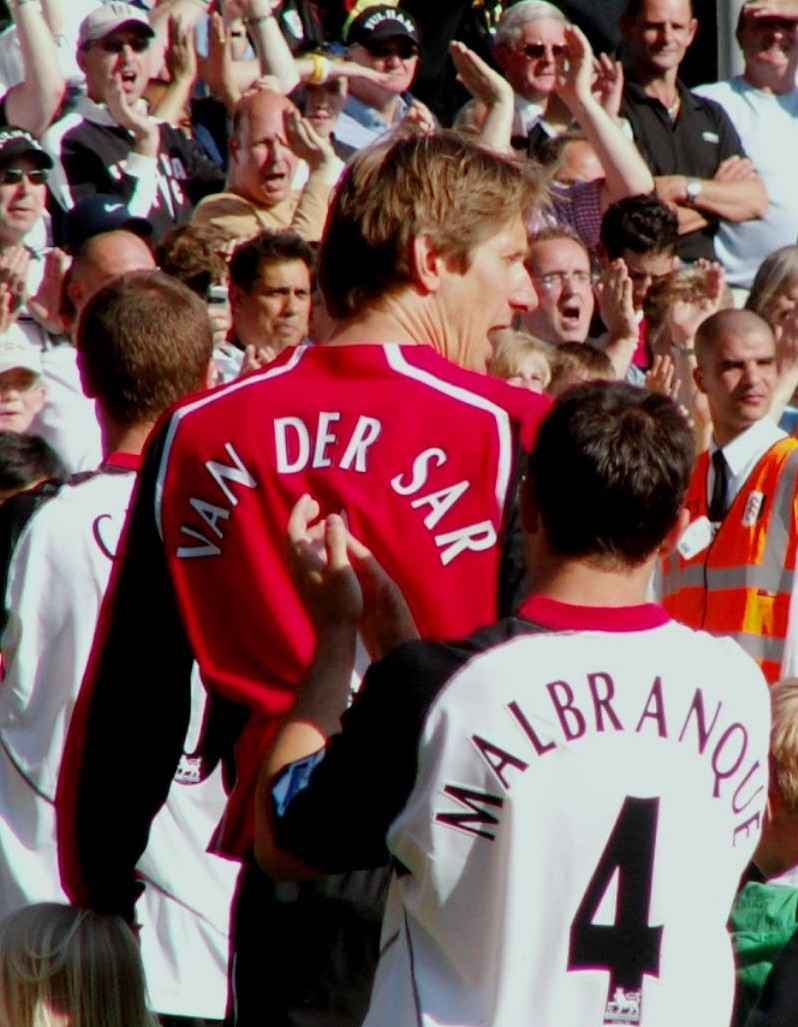
Едвін ван дер Сар у своєму останньому матчі за «Фулхем».

Після двох сезонів, які ван дер Сар провів в Італії, англійський «Фулхем» підписав з воротарем контракт на чотири роки на суму 11,5 млн доларів. На той час «Фулхем» був клубом середнього рівня з великими амбіціями. Клуб витрачав чимало грошей, щоб за короткий час зібрати потужну, зіркову команду. Але цього зробити не вдалося, і команда весь час перебувала у середині таблиці Прем'єр-Ліги.
Прийшовши до команди, Едвін ван дер Сар допоміг «Фулхему» потрапити до Кубку УЄФА через Кубок Інтертото у сезоні 2002—2003. У третьому раунді розіграшу Кубку УЄФА, «Фулхем» програв берлінській «Герті» 2:1.
За чотири роки ван дер Сар допоміг Фулхему стати міцним середняком і незручним суперником для всіх команд Прем'єр-Ліги. Проте, він грає по-різному: від феєричних матчів до дитячих помилок. Хоча постійна впевнена гра Едвіна звертає на себе увагу тренера «Манчестер Юнайтед» Алекса Фергюсона. «МЮ» не вигравав жодних трофеїв з 2004 року (Кубок Англії з футболу), не кажучи вже про європейські турніри. Однією з найпроблемніших позицій у команді було місце голкіпера. Саме тому керівництво «МЮ» не довго вагаючись придбало Едвіна ван дер Сара, за яким клуб полював 6 років.
За «Фулхем» ван дер Сар провів 126 матчів за чотири роки і найвищим досягненням команди за цей період був вихід до третього раунду Кубку УЄФА (поки що найкращий результат клубу).

### «Манчестер Юнайтед»

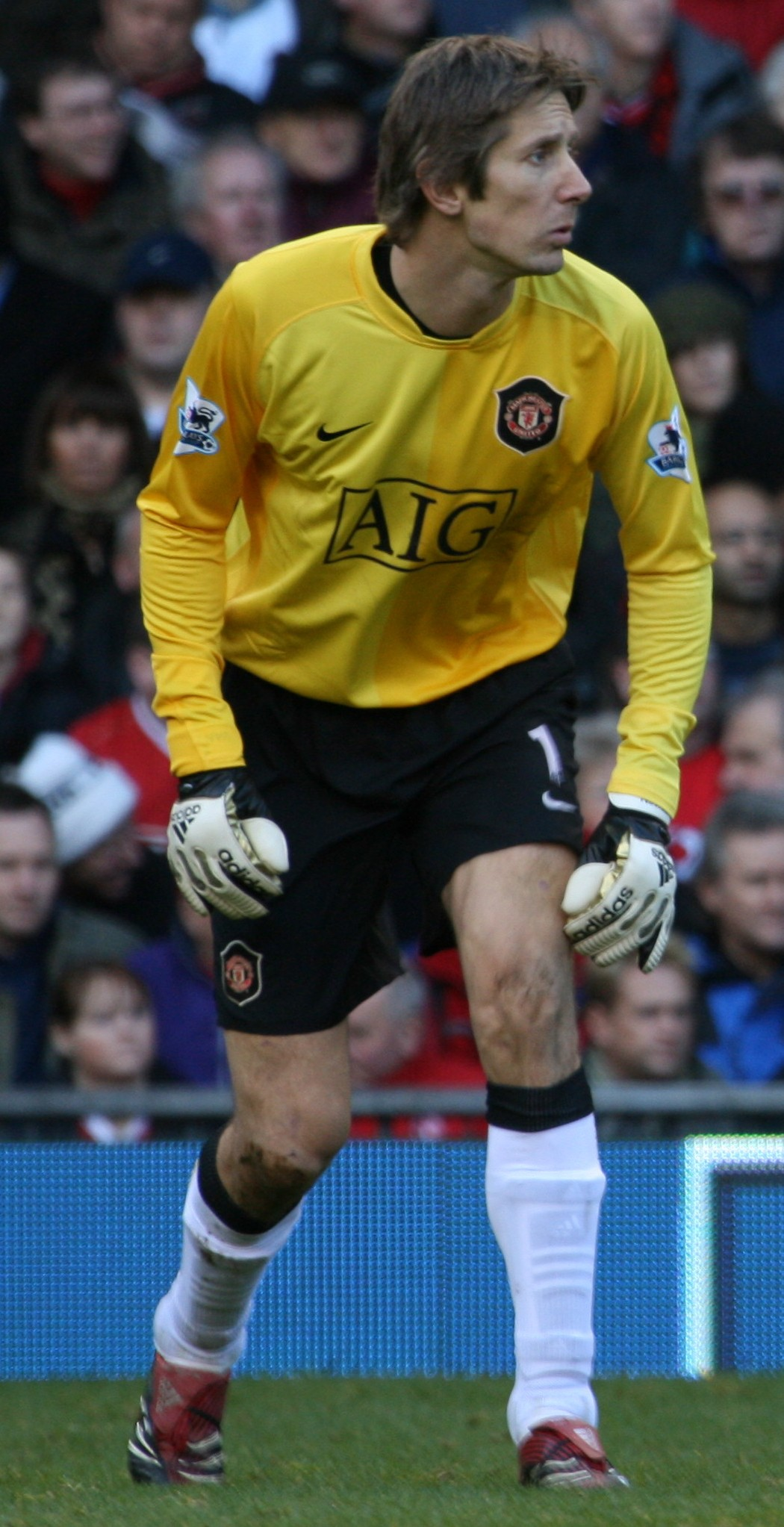
Ван дер Сар у матчі за «Манчестер Юнайтед».

Після того, як команду залишив Петер Шмейхель, Алекс Фергюсон давав можливість зіграти у воротах багатьом футболістам. Серед них були і Фаб'єн Бартез, і Рікардо, і Марк Босніч. Але гідної заміни Шмейхелю не знайшлося. Керівництво «МЮ» намагалося підписати ван дер Сара ще у 1999 році, але Едвін не забажав їхати до Англії.
У 2005 році керівництву «МЮ» нарешті вдалося підписати тридцятип'ятирічного голкіпера на два роки із зарплатнею у 2 млн. фунтів. З початком сезону 2005—2006 в Англійській Прем'єр-Лізі перестали говорити про проблеми «МЮ» у воротах. У своєму першому ж сезоні в нові команді Едвін провів всі 38 матчів, і був не лише голкіпером, а й останнім захисником. Ван дер Сар став четвертим гравцем клубу, який провів всі матчі у складі. У Манчестері голкіпер знову показував таку ж впевнену гру, як і в «Аяксі». Пізніше Едвін згадуватиме:
|  | Приєднатися до такого клубу було просто чудово. Їм був необхідний хороший воротар, і я щасливий, що допоміг вирішити цю проблему. |

Хоча того року «Манчестер» виграв лише Кубок Ліги, але наступного сезону 2006—2007 Прем'єр-Лігу знову очолює саме «МЮ». Того сезону ван дер Сар провів 32 матчі у чемпіонаті Англії, 12 у Лізі Чемпіонів і 3 у Кубку Англії. Він пропустив 6 ігор у Прем'єр-Лізі, оскільки зламав носа у матчі проти «Тоттенгема» у зіткненні з Роббі Кіном.
Саме завдяки грі нідерландця «Манчестер» знову повернувся на першу позицію у Прем'єр-Лізі. Його чітка та зібрана гра допомогла «Червоним дияволам» у вирішальних хвилинах матчів з «Ліверпулем», «Мідлсбро» і «Манчестер Сіті». У матчі проти останніх (так зване Манчестерське дербі) 5 травня 2007 року, Едвін відбив пенальті, що і принесло перемогу його команді. Наступного дня «Челсі» зіграв в нічию з «Арсеналом» на виїзді, і «МЮ» завоювали чемпіонство. Тоді ж «Манчестер» завоював і Суперкубок Англії з футболу, обігравши Челсі по пенальті 3:0. Ван дер Сар став героєм матчу, відбивши удари Пісарро, Лемпарда та Райт-Філіпса.
Сезон 2007—2008 став тріумфальним для «Манчестер Юнайтед». Знову команда виграла у чемпіонаті Англії, і також з мінімальним відривом від «Челсі». Суперкубок Англії 2008 року «МЮ» виборов у «Портсмута» 10 серпня 2008 у серії післяматчевих пенальті, яка завершилася з рахунком 3:1.
Саме у «МЮ» ван дер Сар здобув свій другий кубок Ліги Чемпіонів. 21 травня 2008 року на московському стадіоні Лужніки, «Манчестер Юнайтед» обіграв «Челсі» по пенальті. Тоді ж УЄФА назвала Едвіна найкращим гравцем матчу. 29 серпня 2008 року «Манчестер» програв у Суперкубку УЄФА пітерському «Зеніту», переможцю Кубку УЄФА 2008, з рахунком 1:2.
Після завершення кар'єри за збірну, ван дер Сар проведе ще один сезон у Манчестері, після чого припинить свою футбольну кар'єру. Таку заяву голкіпер зробив після провального для нідерландців Євро-2008. Але у грудні 2008 та лютому 2010 ван дер Сар двічі продовжував контракт на 1 рік, тож зараз його контракт з клубом дійсний до завершення сезону 2010-11.

## Гра у збірній
Свій дебютний матч за збірну Нідерландів з футболу ван дер Сар провів 7 липня 1995 року проти Білорусі. Тоді нідерландці програли з мінімальним рахунком 1:0, причому у пропущеному м'ячі був винний саме воротар. Незважаючи на поганий старт Едвін затримався у збірній на 13 років і провів рекордну кількість матчів — 130.
До складу збірної Едвін ввійшов ще на Чемпіонаті світу 1994 року в США. Проте так і не провів жодного матчу. Наступного року, коли основний голкіпер збірної Ед де Гуй почав робити серйозні помилки, наставник Гус Гіддінк вирішив довірити місце в основі ван дер Сару. З тих часів Едвін брав участь у чотирьох Чемпіонатах Європи та двох Чемпіонатах світу.

### Євро-1996
Англійське Євро для збірної Нідерландів завершилося на стадії чвертьфіналу. Нідерландці зайняли друге місце у групі «А», поступившись лише збірній Англії, проте з розгромним рахунком 1:4, вийшовши таким чином на переможців квартету «В» збірну Франції. Основний та додатковий час чвертьфінального поєдинку завершився у нічию 0:0. Серія післяматчевих пенальті залишилася за французами 4:5. Едвін не відбив жодного удару. До Євро-2004 серія післяматчевих пенальті стане найвразливішим місцем у збірній Нідерландів.

### Чемпіонат світу 1998 року
Французький Чемпіонат світу став одним з найкращих за всю історію для збірної Нідерландів. Команда у жовтогарячій формі вийшла переможцем з квартеру «Е». На стадії 1/8 Нідерланди перемогли збірну Югославії з рахунком 2:1. У чвертьфіналу з таким саме рахунком була пройдена збірна Аргентини. У півфіналі Нідерланди програли віце-чемпіонам світу 1998 року збірній Бразилії у серії післяматчевих пенальті. Знову ван дер Сар не відбив жодного удару. У матчі за третє місце Нідерланди програли збірній Хорватії з рахунком 1:2. Таким чином Нідерланди зайняли 4 місце, що стало великим успіхом для збірної за 20 років.

### Домашнє Євро-2000
Чемпіонат Європи 2000 року проходив у Бельгії та Нідерландах. У рідних стінах збірна Нідерландів вийшла з групи «D» на першому місці. Команда виграла всі групові матчі, включаючи гру з чемпіонами світу та майбутніми чемпіонами Європи збірною Франції. У чвертьфіналі Нідерланди розгромили збірну Югославії 6:1. У півфіналі Нідерланди грали зі збірною Італії, яку тренував кумир ван дер Сара Діно Дзофф. Майже весь матч італійці проводили у меншості. Два пенальті, які були назначені у ворота італійців не були реалізовані. В результаті серія післяматчевих пенальті завершилася перемогою італійців 1:3, які стали віце-чемпіонами Європи.

### Євро-2004: бар'єр подолано
На Чемпіонаті Європи 2004 року у Португалії збірна Нідерландів потрапила до сильної групи, в яку входили збірна Німеччини, збірна Чехії та збірна Латвії. Нідерландці програли лише чехам, але з мінімальною перевагою останніх 2:3. Вийшовши з другого місця у групі нідерландці потрапили на збірну Швецію у чвертьфіналі. Знову доля поєдинку вирішувалася у серії післяматчевих пенальті. І, нарешті, доля усміхнулася команді у жовтогарячій формі: ван дер Сар відбив два удари, серед яких пенальті Златана Ібрагімовіча та Олофа Мельберга, який завдавав вирішального удару. До цьтого Едвін пропустив 12 з 13 пенальті у фінальних частинах чемпіонатів Європи та світу. У півфіналі Нідерланди програли збірній Португалії, яка стане віце-чемпіоном.

### Німецькі рекорди
Збірна Нідерландів пробилася до фінальної частини Чемпіонату світу 2006 року у Німеччині, і великий внесок для цього зробив саме ван дер Сар. Його ворота залишалися без забитих м'ячів протягом 1013 хв (включаючи матч проти збірної Сербії та Чорногорії, який Нідерланди виграли 1:0). В ході самого чемпіонату Едвін встановив рекорд для національної збірної Нідерландів за числом зіграних матчів. Як капітан збірної він побив рекорд Франка де Бура у матчі проти Португалії на стадії 1/8, який Нідерланди програли з мінімальним рахунком.

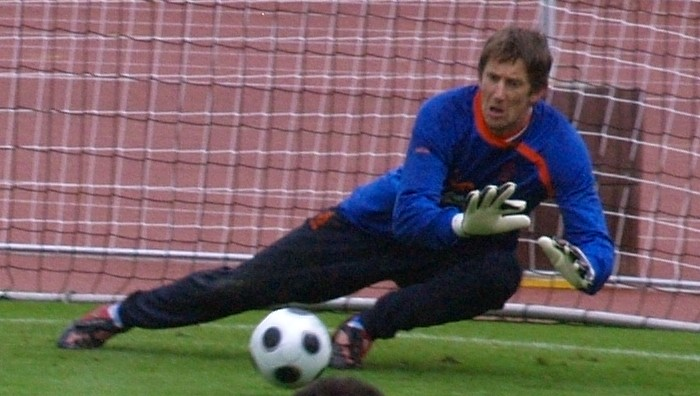
Едвін ван дер Сар на тренуванні під час Євро-2008.

### Євро-2008 та завершення міжнародної кар'єри
На свій 37 день народження Едвін ван дер Сар заявив, що після Євро-2008 він завершить виступи за національну збірну Нідерландів, поступаючись таким чином місцем поколінню молодих голкіперів. На полях Австрії та Швейцарії Едвін провів два блискавичні матчі з чемпіонами та віце-чемпіонами світу з футболу збірними Італії та Франції відповідно, які були розгромлені 3:0 та 4:1. Після таких перемог Нідерланди вважалися одними з фаворитів турніру. У чвертьфінальному матчі проти збірної Росії фаворитами небезпідставно вважалися нідерландці. Але росіяни виявилися сильнішими і здолали нідерландців у додатковий час з рахунком 1:3. Цей матч, який відбувся 21 червня 2008, став останнім, 128 для Едвіна. Того ж дня воротар встановив рекорд виступів за національну збірну на Чемпіонатах Європи — 16 матчів, які за кілька днів до цього встановив француз Ліліан Тюрам.
Цікавим є той факт, що Едвін почав виступи у збірній під час керівництва Гуса Хіддінка, і завершив свою кар'єру у матчі проти команди Гуса Гіддінка.

### Кваліфікація до Чемпіонату світу 2010
3 жовтня 2008 року головний тренер збірної Нідерландів з футболу Берт ван Марвейк викликав до основного складу голкіпера «Манчестер Юнайтед» Едвіна ван дер Сара. Попри те, що Едвін заявив про завершення своєї кар'єри за збірну, він вирішив допомогти національній команді. Замість травмованих Мартена Стекеленбурга та Генка Тіммера ван дер Сар зіграв два матчі проти збірних Ісландії та Норвегії у класифікації до Чемпіонату світу 2010 року. Таким чином голкіпер зіграв 130 матчів за національну збірну.

## Нагороди та досягнення

### Командні

#### «Аякс»
Ередивізі
- Переможець (4): 1993-94, 1994-95, 1995-96, 1997-98
- Друге місце (2): 1990-91, 1991-92

Кубок Нідерландів з футболу
- Переможець (3): 1991-92, 1997-98, 1998-99

Суперкубок Нідерландів з футболу
- Переможець (3): 1993, 1994, 1995

Ліга чемпіонів УЄФА
- Переможець (1): 1994-95
- Друге місце (1): 1995-96

Кубок УЄФА
- Переможець (1): 1991-92

Суперкубок УЄФА
- Переможець (1): 1995

Міжконтинентальний кубок
- Переможець (1): 1995

#### «Ювентус»
Кубок Інтертото
- Переможець (1): 1999

#### «Фулхем»
Кубок Інтертото
- Переможець (1): 2002

#### «Манчестер Юнайтед»
Англійська Прем'єр-Ліга
- Переможець (4): 2006-07, 2007-08, 2008-09, 2010-11
- Друге місце (2): 2005-06, 2009-10

Кубок Англії з футболу
- Друге місце (1): 2006-07

Кубок Футбольної ліги
- Переможець (1): 2005-06

Суперкубок Англії з футболу
- Переможець (3): 2007, 2008, 2010

Ліга чемпіонів УЄФА
- Переможець (1): 2007-08
- Друге місце (2): 2008-09, 2010-11

Суперкубок УЄФА
- Друге місце (1): 2008

Клубний чемпіонат світу
- Переможець (1): 2008

### Індивідуальні
- Найкращий воротар Європи: 1995
- Футбольний воротар року Нідерландів: 1994, 1995, 1996, 1997
- Володар «Золотого бутса» Нідерландів: 1998
- Воротар символічної збірної Євро-2008
- Золота рукавиця Прем'єр-ліги: 2008—2009

## Особисте життя
Ван дер Сар одружений з Аннамарією ван Кестерен. Церемонія вінчання відбулася 20 травня 2006 року в будівлі амстердамської біржі. Подружжя має двох дітей: сина Джо та дочку Лінн. Джо був на стадіоні під час чвертьфінального матчу Євро-2004 Швеція—Нідерланди, коли його батько відбив пенальті Олофа Мельберга.